# Duarte da Costa
Duarte da Costa (principios del siglo XVI - 1560) fue un noble y político portugués, miembro del Consejo Privado, embajador en la corte de Carlos I de España y segundo Gobernador general del Brasil (1553-1558).

## Vida
Desembarcó en Bahía en 1553, con lo que una comitiva de 250 personas, entre ellas José de Anchieta que se encargaría más tarde junto con el sacerdote Manuel da Nóbrega de la fundación del colegio jesuita en el pueblo de São Paulo. Gobernó hasta 1558.
Los acontecimientos más importantes marcaron su administración fueron los siguientes:
- Luchó contra las tribus indígenas del Recôncavo de Bahía, cuyos constantes ataques obstaculizaban el progreso de los pueblos de colonos.
- Las expediciones al interior en busca de riqueza mineras.
- El primer incidente entre el Obispo Pero Fernandes Sardinha y el hijo de Duarte, Álvaro da Costa, debido a las críticas del obispo hacia la agresividad y los malos hábitos del segundo; la población de Salvador se dividió en dos facciones, una a favor de Álvaro y otra del obispo. Pero Fernández fue llamado a Portugal a dar explicaciones, pero su barco se hundió frente a las costas de Alagoas y los sobrevivientes fueron asesinados y devorados por los caetés.
- La fundación del Colegio de los Jesuitas en São Paulo (25 de enero de 1554).
- La invasión francesa de Bahía de Guanabara en 1555, que trataba de establecer una colonia, la Francia-Antártica. Como no tenía recursos para la expulsión, hubo de esperar a la llegada de Mem de Sá.

| Predecesor: Tomé de Sousa | Gobernador general del Brasil 1553 - 1558 | Sucesor: Mem de Sá |

- Datos: Q3040480